# تویوتا اسپرینتر مارینو
تویوتا اسپرینتر مارینو (Toyota Sprinter Marino) خودرویی است که در سال‌های ۱۹۹۲ تا ۱۹۹۸تولید شده‌است. طراحی آن خودروهای موتور جلو-محور جلو بوده طول آن در حالت طبیعی ۴٬۳۶۵ میلیمتر (۱۷۱٫۹ اینچ)، عرض آن در حالت طبیعی ۱٬۶۹۵ میلیمتر (۶۶٫۷ اینچ) و ارتفاع آن در حالت طبیعی ۱٬۳۱۵ میلیمتر (۵۱٫۸ اینچ) و وزن آن در حالت طبیعی ۱٬۱۳۰ کیلوگرم (۲٬۴۹۱٫۲ پوند) است. سیستم جعبه‌دندهٔ آن ۶ دنده به دو صورت خودکار و دستی است.